# The Fundamentals of Caring
Pour plus de détails, voir Fiche technique et Distribution.
The Fundamentals of Caring (ou The Revised Fundamentals of Caregiving) est un film dramatique américain écrit et réalisé par Rob Burnett, tiré du roman du même nom de Jonathan Evison (en) (publié en 2012), sorti en 2016, avec Paul Rudd, Selena Gomez, Jennifer Ehle et Craig Roberts dans les rôles principaux.
Le 1er avril 2016, Netflix, qui en avait acheté les droits d'exploitation en prélude du festival de Sundance 2016, dévoile sur son service de vidéo à la demande la date de sortie en salles du film, le 24 juin 2016.

## Synopsis
Trevor est un adolescent atteint de la myopathie de Duchenne, cynique et particulièrement déprimé. Sa mère, Elsa, fait appel à Ben Benjamin, un aide-malade, pour l'aider. Ben et Trevor se lient d'amitié et s'engagent dans un voyage à travers les États-Unis. Sur le chemin ils rencontrent Dot, une adolescente rebelle et tout aussi cinglante. Ensemble ils visitent les pires attractions du pays et partent à la recherche du père de Trevor qui l'a abandonné quand il avait trois ans.

## Fiche technique
- Production : Rob Burnett, Jon Beckerman
- Musique : Ryan Miller
- Écrit par : Rob Burnett d'après The Revised Fundamentals of Caregiving de Jonathan Evison
- Cinématographie : Giles Nuttgens (en)
- Directeur/Écrivain : Jonathan Evison
- Langue originale : Anglais
- Pays d'origine : États-Unis
- Durée : 93 minutes
- Budget : 8,5$ million
- Distribué par : Netflix
- Compagnie de production : Worldwide Pants
- Dates de sortie :
  - États-Unis : 29 janvier 2016 (Festival du film de Sundance)
  - États-Unis : 24 juin 2016

## Distribution
- Paul Rudd (VF : Cédric Dumond) : Ben
- Selena Gomez (VF : Audrey Sablé) : Dot
- Jennifer Ehle (VF : Rafaèle Moutier) : Elsa
- Craig Roberts (VF : Benjamin Bollen) : Trevor
- Frederick Weller (en) (VF : Arnaud Arbessier)
- Megan Ferguson (VF : Leslie Lipkins) : Peaches
- Julia Denton (VF : Christèle Billault) : Janet
- Bobby Cannavale (VF : Maurice Decoster) : Cash
- Ashley White : Carol Varney

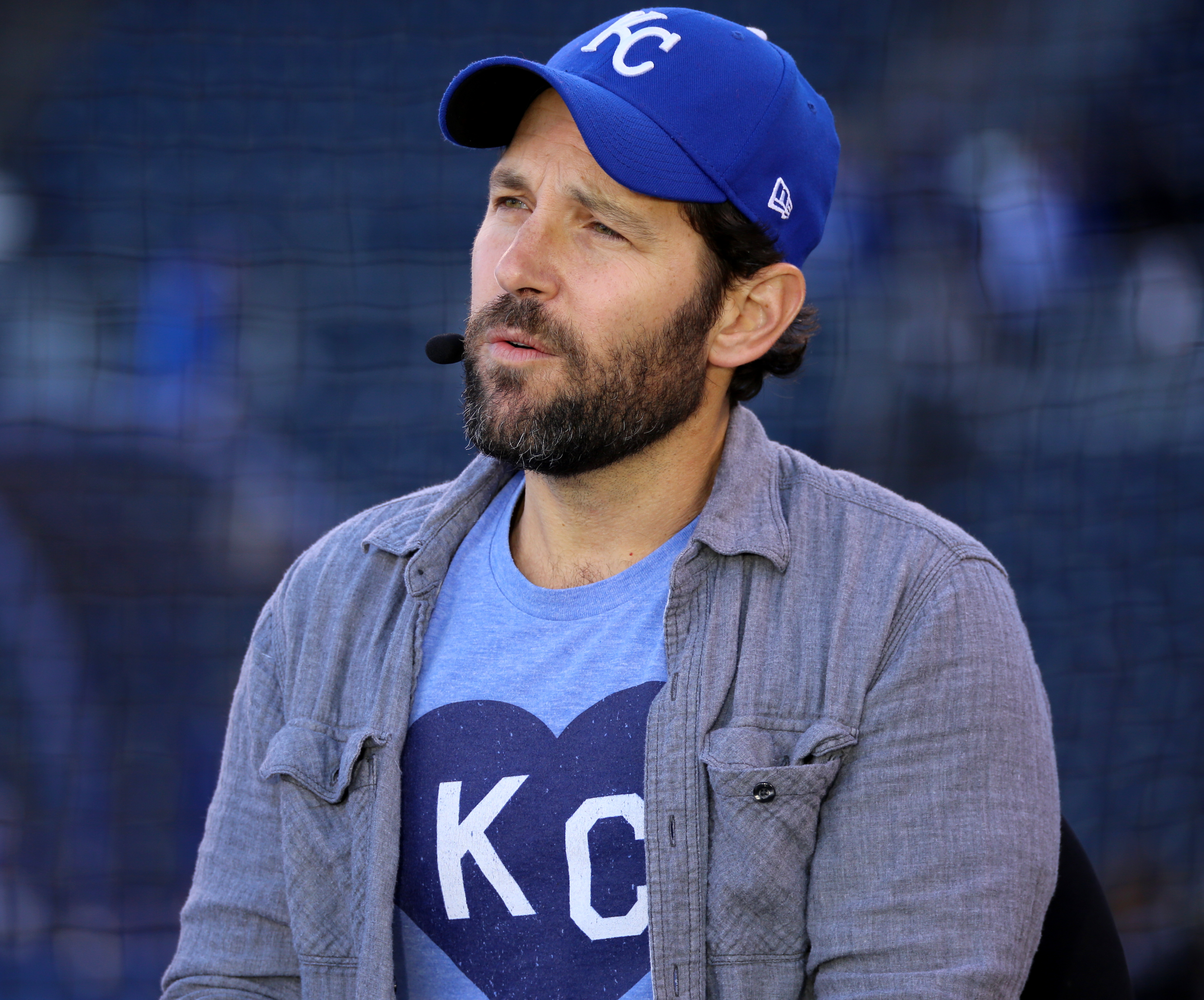
L'acteur principal Paul Rudd l'année de tournage du film.

- Robert Walker Branchaud : Burly Mover
- Bill Murphey : Mike
- Alex Huff : Jodie
- Samantha Huskey : Kaitlin

 Source et légende : version française (VF) sur RS Doublage

## Production
Le tournage commence le 22 janvier 2015 à Atlanta, en Géorgie, et continue début février à Cartersville, Géorgie. Le tournage se termine le 26 février 2015 après 26 jours.

## Sortie
Le film a sa première mondiale au Festival du Film de Sundance 2016 comme film de la soirée de clôture. En janvier 2016, avant la première du film au festival, Netflix a acquis les droits de distribution du film. 